# Нижнее Чернихово
Ни́жнее Че́рнихово (бел. Ніжняе Чэрніхава) — деревня в составе Вольновского сельсовета Барановичского района Брестской области Белоруссии. Население — 275 человек (2023).

## География
Нижнее Чернихово находится в северо-восточной части Брестской области, в 15 км (по автодороге) к северо-востоку от районного административного центра — города Барановичи, в 6 км от сельсовета — агрогородка Вольно. Деревня располагается на левом берегу реки Хмарка (приток Змейки). Название селения получено по географическому признаку — от местоположения усадьбы ниже основного имения Рдултовских.

## История
См. Верхнее Чернихово
Селение Чернихово упоминается с 1522 года в связи с получением Мариной Немирович привилея на имение в этой местности. Со второй половины XVII века и до второй половины XIX века владельцами являлись Рдултовские. Последним владельцем усадьбы в Нижнем Чернихово был действительный статский советник В. И. Павлов, на средства которого была построена деревянная, ныне сохранившаяся, церковь Параскевы Пятницы в селе Чернихово.
В 1909 году в имении насчитывалось три крестьянских двора и проживало 28 человек.

## Инфраструктура
- Нижнечерниховская базовая школа (с 1981 года)[7].

## Население
По состоянию на 1 января 2023 года в деревне проживало 275 человек в 117 хозяйствах, в том числе 50 моложе трудоспособного возраста, 167 — в трудоспособном возрасте и 58 — старше трудоспособного возраста. 
| Численность населения (по переписи) | Численность населения (по переписи) | Численность населения (по переписи) | Численность населения (по переписи) | Численность населения (по переписи) |
| 1909                                | 1921                                | 1999                                | 2009                                | 2019                                |
| ----------------------------------- | ----------------------------------- | ----------------------------------- | ----------------------------------- | ----------------------------------- |
| 28                                  | ↗63                                 | ↗409                                | ↘333                                | ↘244                                |